# تاریخچه انتخاباتی سید علی خامنه‌ای

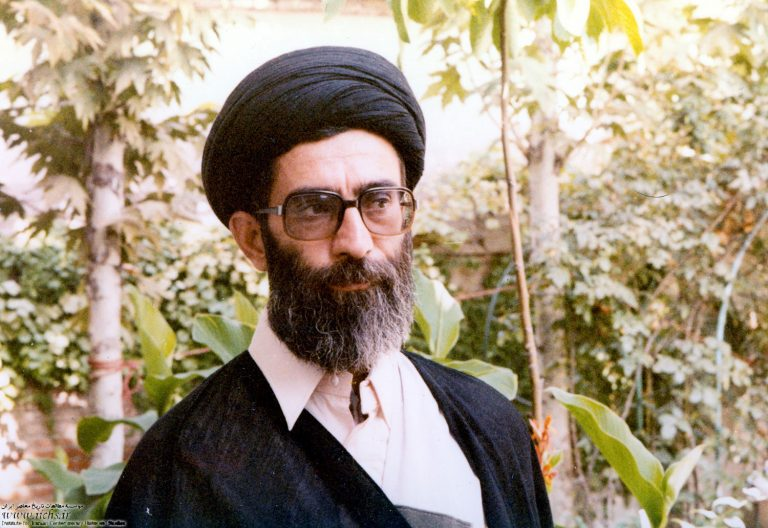
سید علی خامنه‌ای در سال ۱۳۶۰

این مقاله تاریخچه انتخاباتی سید علی خامنه‌ای یک سیاستمدار راست گرا ایرانی است که رئیس جمهور ایران (۱۳۶۸–۱۳۶۰) و رهبر کنونی ایران است.

## انتخابات مجلس شورای اسلامی

### ۱۳۵۹

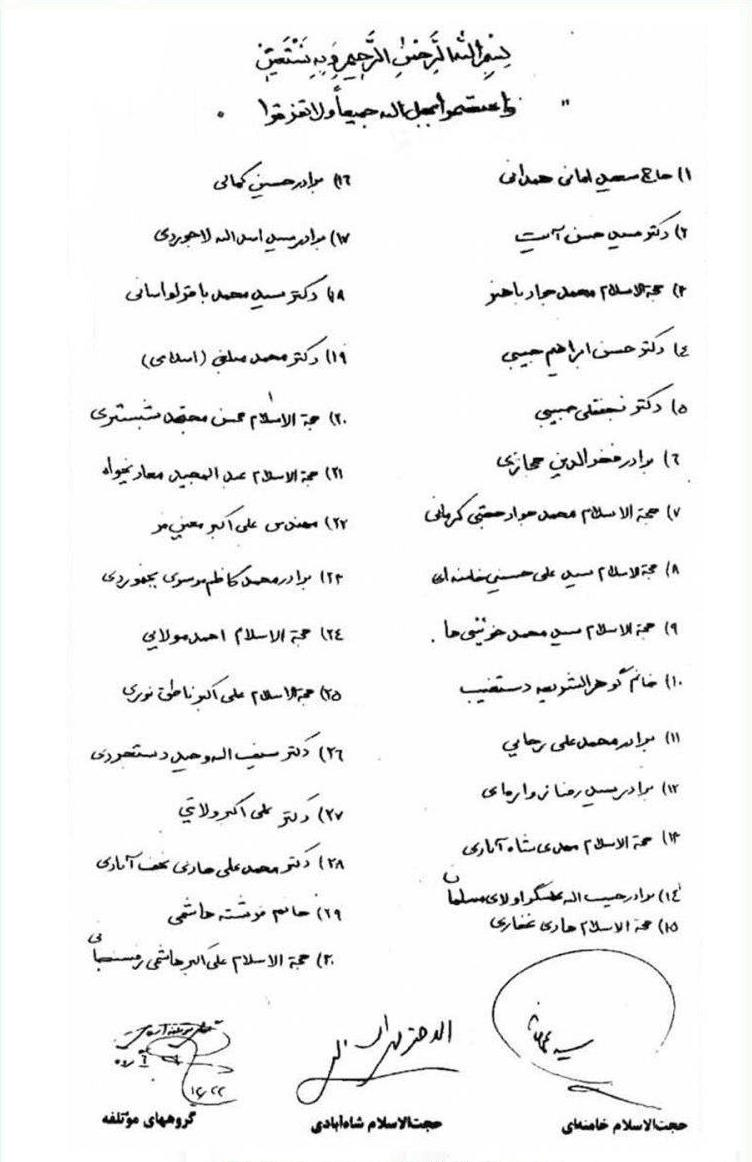
ائتلاف بزرگ نیروهای خط امام

سید علی خامنه‌ای، در اولین انتخابات مجلس شورای اسلامی در تاریخ اردیبهشت ۱۳۵۹ توانست با کسب ۶۵٫۸۰ درصد از مجموع ۲٬۱۳۴٬۴۳۴ رای بعد از فخرالدین حجازی، حسن حبیبی، مهدی بازرگان، علی اکبر معین فر، در حوزهٔ انتخابیهٔ تهران پنجم شد و به اولین دورهٔ مجلس شورای ملی پس از انقلاب راه یافت. نمایندگی مجلس او پس از به ریاست جمهوری رسیدنش در سال ۱۳۶۰ به پایان رسید.
در این انتخابات سه گروه عمده ائتلاف بزرگ به رهبری سید علی خامنه‌ای، دفتر هماهنگی همکاری‌های مردم و رئیس‌جمهور به سرپرستی ابوالحسن بنی‌صدر و گروه همنام به سرپرستی مهدی بازرگان رای بالا را آوردند. ائتلاف حزب جمهوری اسلامی، جامعه روحانیت مبارز و مجاهدین انقلاب تحت عنوان ائتلاف بزرگ، به رهبری سید علی خامنه‌ای توانست ۸۵ کرسی معادل ۳۶٫۳۲٪ درصد، کل کرسی‌های مجلس را به‌دست آورند.

## انتخابات مجلس خبرگان رهبری

### ۱۳۶۱

سید علی خامنه‌ای درنخستین انتخابات خبرگان نفر اول شد

سید علی خامنه‌ای، در اولین انتخابات مجلس خبرگان رهبری در سال ۱۳۶۱ توانست با کسب ۲٬۸۰۰٬۳۵۳ رای از مجموع ۳٬۱۸۹٬۵۳۰ رای حوزه استان تهران مطابق ۸۸ درصد آرا به عنوان نفر اول تهران به مجلس خبرگان رهبری راه یابد. علی اکبر هاشمی رفسنجانی و سید عبدالکریم موسوی اردبیلی نیز نفرات دوم و سوم استان تهران بودند.

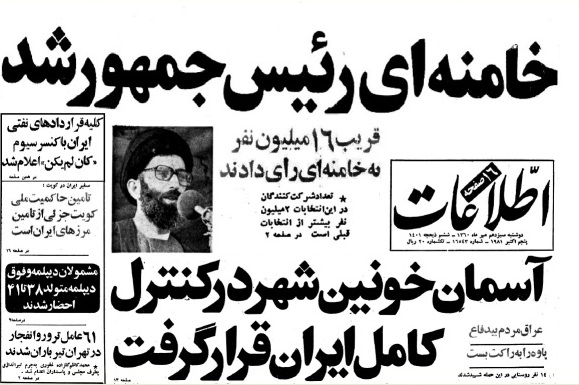
تیتر روزنامه اطلاعات در ۱۳ مهر، بعد از انتخابات ریاست جمهوری ۱۳۶۰ - خامنه‌ای رئیس جمهور شد.

| نتایج انتخابات مجلس خبرگان رهبری (۱۳۶۱) در استان تهران | نتایج انتخابات مجلس خبرگان رهبری (۱۳۶۱) در استان تهران | نتایج انتخابات مجلس خبرگان رهبری (۱۳۶۱) در استان تهران | نتایج انتخابات مجلس خبرگان رهبری (۱۳۶۱) در استان تهران | نتایج انتخابات مجلس خبرگان رهبری (۱۳۶۱) در استان تهران | نتایج انتخابات مجلس خبرگان رهبری (۱۳۶۱) در استان تهران | نتایج انتخابات مجلس خبرگان رهبری (۱۳۶۱) در استان تهران | نتایج انتخابات مجلس خبرگان رهبری (۱۳۶۱) در استان تهران | نتایج انتخابات مجلس خبرگان رهبری (۱۳۶۱) در استان تهران | نتایج انتخابات مجلس خبرگان رهبری (۱۳۶۱) در استان تهران | نتایج انتخابات مجلس خبرگان رهبری (۱۳۶۱) در استان تهران | نتایج انتخابات مجلس خبرگان رهبری (۱۳۶۱) در استان تهران | نتایج انتخابات مجلس خبرگان رهبری (۱۳۶۱) در استان تهران |
| ر                                                      | کاندیدا                                                | لیست‌های انتخاباتی                                      | لیست‌های انتخاباتی                                      | لیست‌های انتخاباتی                                      | رأی                                                    | ٪                                                      | راهیابی                                                |                                                        |                                                        |                                                        |                                                        |                                                        |
| ر                                                      | کاندیدا                                                | مبارز                                                  | مدرسین                                                 | دفتر                                                   | رأی                                                    | ٪                                                      | راهیابی                                                |                                                        |                                                        |                                                        |                                                        |                                                        |
| ------------------------------------------------------ | ------------------------------------------------------ | ------------------------------------------------------ | ------------------------------------------------------ | ------------------------------------------------------ | ------------------------------------------------------ | ------------------------------------------------------ | ------------------------------------------------------ | ------------------------------------------------------ | ------------------------------------------------------ | ------------------------------------------------------ | ------------------------------------------------------ | ------------------------------------------------------ |
| ۱                                                      | سید علی خامنه‌ای                                        | Yes                                                    | Yes                                                    | Yes                                                    | ۲٬۸۰۰٬۳۵۳                                              | ۸۷٫۸۰٪                                                 | آری                                                    |                                                        |                                                        |                                                        |                                                        |                                                        |
| ۲                                                      | اکبر هاشمی رفسنجانی                                    | Yes                                                    | Yes                                                    | Yes                                                    | ۲٬۶۷۵٬۰۰۸                                              | ۸۳٫۸۷٪                                                 | آری                                                    |                                                        |                                                        |                                                        |                                                        |                                                        |
| ۳                                                      | سید عبدالکریم موسوی اردبیلی                            | Yes                                                    | Yes                                                    | Yes                                                    | ۲٬۴۵۷٬۸۹۰                                              | ۷۷٫۰۶٪                                                 | آری                                                    |                                                        |                                                        |                                                        |                                                        |                                                        |
| ۴                                                      | علی مشکینی                                             | Yes                                                    | Yes                                                    | Yes                                                    | ۲٬۴۱۴٬۲۴۷                                              | ۷۵٫۶۹٪                                                 | آری                                                    |                                                        |                                                        |                                                        |                                                        |                                                        |
| ۵                                                      | محمد امامی کاشانی                                      | Yes                                                    | Yes                                                    | Yes                                                    | ۲٬۳۴۶٬۸۶۵                                              | ۷۳٫۵۸٪                                                 | آری                                                    |                                                        |                                                        |                                                        |                                                        |                                                        |
| ۶                                                      | محمد محمدی گیلانی                                      | Yes                                                    | Yes                                                    | Yes                                                    | ۲٬۱۲۹٬۵۶۲                                              | ۶۶٫۷۷٪                                                 | آری                                                    |                                                        |                                                        |                                                        |                                                        |                                                        |
| ۷                                                      | یوسف صانعی                                             | Yes                                                    | Yes                                                    | Yes                                                    | ۲٬۰۷۳٬۵۷۲                                              | ۶۵٫۰۱٪                                                 | آری                                                    |                                                        |                                                        |                                                        |                                                        |                                                        |
| ۸                                                      | محمدباقر باقری کنی                                     | Yes                                                    | Yes                                                    | Yes                                                    | ۲٬۰۲۶٬۲۸۴                                              | ۶۳٫۵۳٪                                                 | آری                                                    |                                                        |                                                        |                                                        |                                                        |                                                        |
| ۹                                                      | محمدباقر اسدی خوانساری                                 | Yes                                                    | Yes                                                    | Yes                                                    | ۱٬۹۶۵٬۸۳۱                                              | ۶۱٫۶۳٪                                                 | آری                                                    |                                                        |                                                        |                                                        |                                                        |                                                        |
| ۱۰                                                     | غلامرضا رضوانی                                         | Yes                                                    | Yes                                                    | Yes                                                    | ۱٬۹۳۹٬۷۲۵                                              | ۶۰٫۸۱٪                                                 | آری                                                    |                                                        |                                                        |                                                        |                                                        |                                                        |
| ۱۱                                                     | احمد آذری قمی                                          | Yes                                                    | Yes                                                    | Yes                                                    | ۱٬۹۱۵٬۸۵۲                                              | ۶۰٫۰۷٪                                                 | آری                                                    |                                                        |                                                        |                                                        |                                                        |                                                        |
| ۱۲                                                     | سید هادی خسروشاهی                                      | Yes                                                    | Yes                                                    | Red X                                                  | ۱٬۷۴۳٬۵۲۱                                              | ۵۴٫۶۶٪                                                 | آری                                                    |                                                        |                                                        |                                                        |                                                        |                                                        |
| ۱۳                                                     | حسین راستی کاشانی                                      | Yes                                                    | Yes                                                    | Yes                                                    | ۱٬۷۲۱٬۲۱۰                                              | ۵۳٫۹۶٪                                                 | آری                                                    |                                                        |                                                        |                                                        |                                                        |                                                        |
| ۱۴                                                     | سید مجید مهاجری ایروانی                                | Yes                                                    | Yes                                                    | Yes                                                    | ۱٬۵۸۵٬۶۶۲                                              | ۴۹٫۷۱٪                                                 | دور دوم                                                |                                                        |                                                        |                                                        |                                                        |                                                        |
| ۱۵                                                     | صادق خلخالی                                            | Red X                                                  | Red X                                                  | Red X                                                  | ۱٬۰۴۸٬۲۸۴                                              | ۳۲٫۸۷٪                                                 | دور دوم                                                |                                                        |                                                        |                                                        |                                                        |                                                        |
| ۱۶                                                     | محمد محمدی ری‌شهری                                      | Red X                                                  | Red X                                                  | Yes                                                    | ۹۰۰٬۵۵۶                                                | ۴۹٫۷۱٪                                                 | نه                                                     |                                                        |                                                        |                                                        |                                                        |                                                        |
| ۱۷                                                     | غلامحسین حقی                                           | Red X                                                  | Red X                                                  | Red X                                                  | ۲۹۸٬۷۵۴                                                | ۳۲٫۸۷٪                                                 | نه                                                     |                                                        |                                                        |                                                        |                                                        |                                                        |
| آرای باطله                                             | آرای باطله                                             | آرای باطله                                             | آرای باطله                                             | آرای باطله                                             | ۱۲۶٬۱۱۲                                                | ۳٫۹۵٪                                                  |                                                        |                                                        |                                                        |                                                        |                                                        |                                                        |
| مجموع آرای مأخوذه                                      | مجموع آرای مأخوذه                                      | مجموع آرای مأخوذه                                      | مجموع آرای مأخوذه                                      | مجموع آرای مأخوذه                                      | ۳٬۱۸۹٬۵۳۰                                              | ۳٬۱۸۹٬۵۳۰                                              |                                                        |                                                        |                                                        |                                                        |                                                        |                                                        |
| یادداشت: 1.                                            |                                                        |                                                        |                                                        |                                                        |                                                        |                                                        |                                                        |                                                        |                                                        |                                                        |                                                        |                                                        |
| منبع: مشرق نیوز                                        |                                                        |                                                        |                                                        |                                                        |                                                        |                                                        |                                                        |                                                        |                                                        |                                                        |                                                        |                                                        |

## انتخابات ریاست جمهوری

### ۱۳۶۰
در این انتخابات ۴۶ نفر ثبت نام کردند اما ۴۲ نفر یعنی ۹۱ درصد نامزدهای ثبت نامی توسط شورای نگهبان رد صلاحیت شدند. نامزدهای نهایی این انتخابات سید علی خامنه‌ای، سید علی‌اکبر پرورش، حسن غفوری‌فرد و سید رضا زواره‌ای بودند. مجموع آرای مردمی ۱۶ میلیون و ۸۴۷ هزار و ۷۱۷ رای و میزان مشارکت در این دوره ۷۴٫۲ درصد بود.
| ردیف | نامزد             | تصویر | حزب               | رای‌های مردمی                   | درصد   |
| ---- | ----------------- | ----- | ----------------- | ------------------------------ | ------ |
| ۱    | سید علی خامنه‌ای   |       | حزب جمهوری اسلامی | ۱۵٬۹۰۵٬۹۸۷                     | ۹۵٪    |
| ۲    | سید علی‌اکبر پرورش |       | حزب موتلفه اسلامی | ۳۴۸٬۲۹۴                        | ۲٫۶۷٪  |
| ۳    | حسن غفوری‌فرد      |       | حزب موتلفه اسلامی | ۷۷٬۷۹۸                         |        |
| ۴    | سید رضا زواره‌ای   |       | حزب موتلفه اسلامی | ۶۱٬۸۰۵                         |        |
|      | مجموع             |       |                   | ۱۶ میلیون و ۸۴۷ هزار و ۷۱۷ رای | ۷۴/۲۶٪ |

### ۱۳۶۴
در این انتخابات تنها سید علی خامنه‌ای به همراه سید محمود مصطفوی کاشانی و حبیب‌الله عسگر اولادی توسط شورای نگهبان تأیید شدند. رد صلاحیت مهندس بازرگان نخست وزیر دولت موقت منجر به آن شد که برخی مراجع از جمله سید محمدکاظم شریعتمداری، سید شهاب‌الدین مرعشی نجفی و محمدصادق روحانی انتخابات را تحریم کردند مجموع آرای مردمی در این دوره نسبت به قبل کاهش یافت و به ۱۴ میلیون و ۲۳۸ هزار و ۵۸۷ رای با میزان مشارکت ۵۴/۷۸ درصد رسید.
| ردیف | نامزد               | تصویر | حزب               | رای‌های مردمی                   | درصد   |
| ---- | ------------------- | ----- | ----------------- | ------------------------------ | ------ |
| ۱    | سید علی خامنه‌ای     |       | حزب جمهوری اسلامی | ۱۲٬۲۰۵٬۰۱۲                     | ۸۵٪    |
| ۲    | سید محمود کاشانی    |       | مستقل             | ۱٬۴۰۲٬۹۵۳                      | ۹٫۸۵٪  |
| ۳    | حبیب‌الله عسگراولادی |       | حزب موتلفه اسلامی | ۲۷۸٬۱۱۳                        | ۱٫۹۵٪  |
|      | مجموع               |       |                   | ۱۴ میلیون و ۲۳۸ هزار و ۵۸۷ رای | ۵۴/۷۸٪ |